# Пятьдесят франков «Генрих IV»
Пятьдесят франков Генрих IV — французская банкнота, эскиз которой разработан 5 марта 1959 года заменила банкноту Пять тысяч франков Генрих IV и выпускалась Банком Франции с 4 января 1960 года до замены на банкноту пятьдесят франков Расин.

## История
Эта банкнота принадлежит к серии «Знаменитые люди Франции», их деятельность привела к созданию современной Франции как государства. На других банкнотах в этой серии: Тысяча франков Ришельё, Пятьсот франков Виктор Гюго и Сто франков Наполеон I Бонапарт. Банкнота имеет аббревиатуру NF. Банкнота выпускалась с марта 1959 года по июль 1961 года, а с 2 января 1963 года банкнота выходит из оборота. 1 апреля 1968 года она перестаёт быть законным платёжным средством.

## Описание
Рисунок банкноты такой же, как и у банкноты 5000 франков Генрих IV. На переднем плане надпись слова «NF 50» и «Пятьдесят новых франков», которые появились на банкнотах после реформы 1958 года. На реверсе цифра «5000» заменена на «50».